# ノーウォークウイルス
ノーウォークウイルス（英: Norwalk virus）とは、ウイルス性胃腸炎を引き起こすウイルスの一種である。ウイルスが発見された米国の地名、オハイオ州ノーウォークにちなんで命名された。
国際ウイルス分類委員会により、ウイルスは「科」-「属」-「種」という階層で分類されており、「ノーウォークウイルス種」は「カリシウイルス科」－「ノーウォーク様ウイルス属」に属していた。2002年の同委員会での承認によって、「ノーウォーク様ウイルス属」は「ノロウイルス属」へと名称変更が行われ、現在では「ノーウォークウイルス種」は「カリシウイルス科」-「ノロウイルス属」に含まれる唯一の種である。ノーウォーク様ウイルス（属）がノロウイルス（属）へと改名されたために、ノーウォークウイルス（種）もノロウイルス（属）へ改名されたものと誤解されがちである。最近ではメディアや医療/保健などの各機関でノロウイルスという属名が頻繁に使用されるようになっている。
このような状況の一方で、日本を初め世界中において「ノロ (NORO)」という名字が確認されることから、「『ノロ (NORO)』姓の子供たちがいじめやからかいを受けるおそれがある」との指摘が国際ウイルス分類委員会に寄せられていた。そこで同委員会は、2011年3月以降、現在および過去の委員や関係者との議論を重ね、9月の札幌での国際微生物学連合2011会議において「ノロウイルス」名称の提案者を含めた各国の専門家たちと深く議論を行っている。2011年9月14日には「『ノロウイルス』というのは属名であって、そのようなウイルス種名は存在しない。ゆえに正しい呼称（種名である『ノーウォークウイルス』）を使用すべきである。またノーウォークウイルスに起因する病気の発生に対して『ノロウイルス』という用語を使用しないよう、メディア、医療/保健の各機関、科学者団体に強く求める」という結論を公式のプレスリリースで発表している。また、同内容を同委員会公式ホームページ会報上でも発表している。